# Traité d'Andrinople (1713)
Pour les articles homonymes, voir Traité d'Andrinople.
Voir aussi la paix d'Andrinople signée le 17 février 1568 entre l'Empire ottoman et Maximilien II d'Autriche et le traité d'Andrinople conclu en 1829 entre l'Empire ottoman et Pierre Ier de Russie

Le traité d'Andrinople fut signé le 24 juin 1713 à Andrinople entre la Russie et l'Empire ottoman. Il confirme le traité de Fălciu signé deux ans plus tôt, mettant fin à la guerre russo-turque de 1710-1711 et ajoute les dispositions suivantes : 
- La frontière russo-ottomane entre les rivières Samara et Orel partage en deux portions égales le territoire délimité par ces cours d'eau[1].
- Azov est restituée aux Ottomans[1],[2],[3].
- Toute incursion, offense ou violence est proscrite entre les sujets de la Russie et ceux de l'Empire ottoman[1].
- Les Russes doivent rester extérieurs à tous les conflits opposant les Calmouques aux peuples de la Crimée[1].
- Les revendications des Tatars de Crimée envers le royaume de Russie sont renvoyées à plus tard[1].

Ce traité restera en vigueur pendant vingt-cinq ans, et sera remplacé après la guerre russo-turque de 1735-1739 par les dispositions établies par le traité de Belgrade et la convention de Nyssa.